# Sigebert de Gembloux
Pour les articles homonymes, voir Sigebert et Gembloux (homonymie).
Sigebert de Gembloux, né vers 1030 et mort le 5 octobre 1112 à Gembloux (Belgique), moine bénédictin, est un hagiographe, polémiste et chroniqueur gibelin.

## Biographie
Né en pays roman, Sigebert fut présenté très jeune par ses parents comme oblat à l'abbaye de Gembloux (près de Namur, en duché de Brabant) où il reçut une excellente formation intellectuelle, dispensée au moins partiellement par Olbert de Gembloux. Envoyé à l'abbaye Saint-Vincent de Metz il en devient l’écolâtre (directeur de l’école monastique). C’est durant ces quelque 25 ans à l’abbaye Saint-Vincent qu’il commença à composer ses premières vies de saints. Entre 1070 et 1075 il retourna à Gembloux, sa chère abbaye, où il resta jusqu’à la fin de sa longue vie. Son biographe donna de Sigebert un témoignage chaleureux, louant son grand savoir, sa piété et cordialité.
Il défendit fortement le parti des empereurs Henri IV et Henri V contre les papes Grégoire VII, Urbain II et Pascal II. Il mourut en l'an 1113.

## Écrits

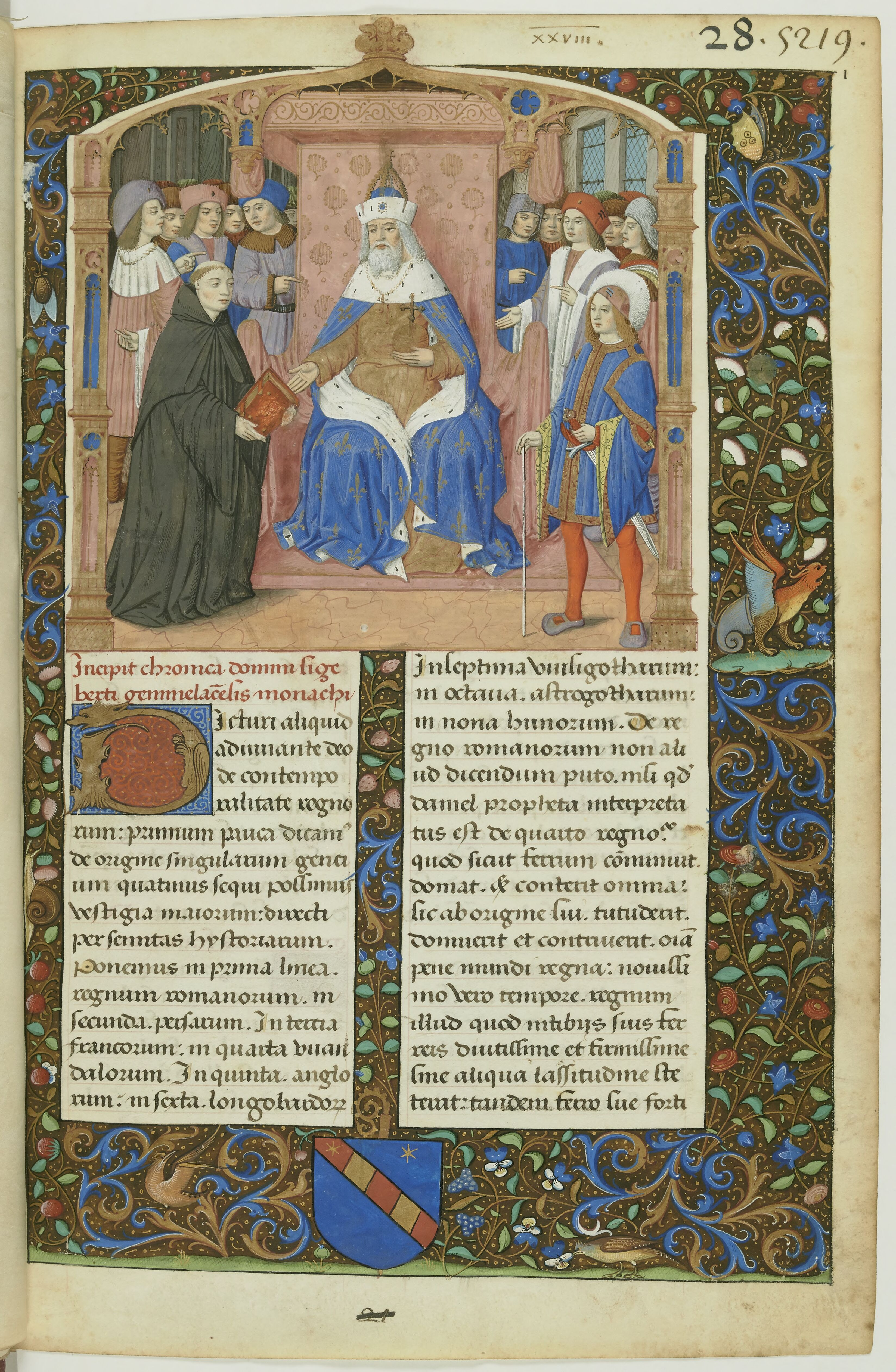
Sigebert de Gembloux remettant sa chronique universelle à l'empereur. Frontispice d'un manuscrit du XVe siècle par le Maître de Robert Gaguin.

Les écrits de Sigebert relèvent de trois genres différents :
- Écrits hagiographiques : répondant à la demande spirituelle de l’époque il écrivit de nombreuses vies de saints qui n’ont guère de valeur historique ou même biographique étant donné leur absence quasi totale d’esprit critique. Le merveilleux et miraculeux y occupent une grande place : vie de Thierry, fondateur de l’abbaye de Metz, Passion et prophétie de sainte Lucie, vie du roi Sigebert d’Austrasie, de saint Guibert, fondateur de Gembloux, de saint Lambert, évêque martyr de Liège, etc. Sigebert laissa également un De viris illustribus, écrit vers la fin de sa vie, qui rassemble une série de notices biographiques sur des écrivains contemporains. Il y donne également la liste de ses ouvrages.
- Écrits polémiques : en 1075 Sigebert s’oppose une première fois au pape Grégoire VII (le vigoureux moine Hildebrand) qui avait déclaré invalides les actes sacramentels accomplis par des prêtres simoniaques ou fornicateurs. Plus retentissante encore fut son opposition au même Grégoire VII dans la querelle des Investitures. Sigebert fut un des très rares hommes d’Église à prendre la défense de l’empereur Henri IV du Saint-Empire (germanique), lorsque, en 1076, il fut déposé et excommunié par Grégoire VII pour avoir enfreint l’ordre de ne pas nommer lui-même des évêques. Plus tard (vers 1102), nouvelle querelle, cette fois avec le pape Pascal II qui avait engagé le comte de Flandre à se lancer dans une « croisade » contre les clercs réfractaires de la principauté de Liège et autres complices de Henri IV. Le ton est acerbe ; il s’élève contre les ambitions des pontifes romains.
- Écrits historiques : c’est surtout comme chroniqueur cependant que Sigebert est passé dans l'histoire. En fait toutes les grandes abbayes du Moyen Âge avaient leur chroniqueur de fonction, mais Sigebert fut éminent dans le genre. Il composa des Gesta abbatum Gemblacensium (1071) qui rapportent ce qu’il connaît de la gestion de l'abbaye par ses premiers abbés. Ce travail fut continué après sa mort (jusqu'en 1136). Son ouvrage le plus célèbre, et historiquement très précieux, reste cependant sa Chronographia, une chronique universelle des événements les plus importants entre 379 ou 381 à 1111, qui continue en fait celle de saint Jérôme. Commencée après 1083, il la publia en 1105, et la continua ensuite jusqu’en 1111. Il cite quantité de sources qui sont maintenant perdues. La chronique fut très populaire pendant la fin du Moyen Âge. Elle fut souvent recopiée, utilisée par de nombreux écrivains et finalement imprimée lorsque la nouvelle technologie de Gutenberg fut disponible (1513).

Sigebert est un des auteurs que l'on cite pour la fable de la papesse Jeanne, mais le père Pagi prouve que les plus anciens manuscrits de Sigebert n'en font aucune mention ; et dans les manuscrits qui en parlent, on n'y trouve que ces mots, Fama est hunc Joannem fuisse fœmam, au rapport de Spanheim, qui en conclut que ce témoignage ne saurait être d'aucune autorité.

## Œuvres
- (la) Gesta abbatum Gemblacensium
- (la) Chronographia
- (la) De scriptoribus ecclesiasticis[2]
- (la) Virginalis sancta frequentia[3]
- (la) Vita brevior Sigeberti regis[4]
- (la) Acta Sanctae Luciae, Heidelberg : Editiones Heidelbergenses, 2008

## Hommage
- Une statue de Sigebert de Gembloux due au sculpteur Jean Hérain a été érigée à la Place Saint-Guibert à Gembloux;
- Des rues ont été baptisées à son nom à Gembloux et à Louvain-la-Neuve.